# Лядский район
Ля́дский район — административно-территориальная единица в составе Ленинградской, а позднее Псковской областей РСФСР с центром в с. Ляды, существовавшая в 1927—1959 годах.
Лядский район в составе Лужского округа Ленинградской области был образован в августе 1927 года из упразднённых Лосицкой, части Заянской, Тупицынской волостей Гдовского уезда и части Бельско-Сяберской волости Лужского уезда. В район вошло 32 сельсовета: Березицкий, Бешковский, Благодатский, Боровенский, Вешенский, Высоковский, Гнездилово-Горский, Горский, Горско-Музоверский, Дворецкий, Детково-Алексинский, Дряженский, Дубровский, Житковский, Заозерский, Заянский, Кореловский, Котошский, Ломовский, Люблевский, Лядский, Марьинский, Моклоченский, Ореховский, Пажинский, Подложский, Подшарский, Полянский, Самокражский, Сербинский, Тупицынский, Хотбыльский.
При образовании, площадь территории Лядского района составляла 1857 км2, где проживало 23 254 человека, из них в самих Лядах — 86 человек; в пределах района числилось 354 населённых пункта.
В том же году в состав Лядского района из Гдовского был передан Скородненский с/с.
В ноябре 1928 года Житковский, Пажинский и Хотбыльский с/с были объединены в Авдынский с/с, Детково-Алексинский и Сербинский — в Алексинский, Гнездилово-Горский и Полянский — в Заводский, Бешковский и Дряженский — в Новосельский, Благодатский и Подшарский — в Радосельский, Высоковский и Самокражский — в Сварецкий, Кореловский и Моклоченский — в Язвинский. Березицкий с/с был включён в состав Ореховского, Боровенский — Тупицынского, Дворецкий — Лядского, Дубровский — Ломовского, Заозерский — Котошского и Тупицынского, Марьинский — Заянского. Вешенский с/с переименован в Глебовогорский, Горско-Музоверский — в Музоверский. По постановлению от 10 декабря 1928 года, Подложский и Скородненский с/с переданы в Гдовский район.
В 1930 году в результате ликвидации окружного деления Лядский район перешёл в прямое подчинение Ленинградской области.
В феврале 1931 года Ломовский сельсовет был преобразован в национальный эстонский сельский совет, а из Сварецкого сельского совета выделялась территория под Покровский национальный эстонский сельский совет, однако, фактически последний сельсовет создан так и не был и официально был исключён из списков сельсоветов в октябре 1934 года.
По состоянию на 1931 год. Лядский район занимал площадь 1653 км2, в нём проживало 25 180 человек, насчитывалось 322 населённых пункта (в том числе с числом дворов более двух — 278 населённых пунктов). Административно Лядский район разделялся на 18 сельских советов (среди них 2 эстонских национальных): Авдынский с/с (п. Авдыни), Алёксинский с/с (дер. Алёксино), Глебовогорский с/с (дер. Глебова Горка), Горский с/с (дер. Горка), Заводский с/с (дер. Завод), Заянский с/с (дер. Заянье), Котошский с/с (дер. Котоши), Ломовский национальный эстонский с/с (хут. Хварки), Люблевский с/с (официально — дер. Люблево, фактически — с. Лосицы), Лядский с/с (с. Ляды), Музоверский с/с (дер. Музовер), Новосельский с/с (дер. Новоселье), Ореховский с/с (дер. Новое Орехово), Покровский национальный эстонский с/с (дер. Сварец-Покровское), Радосельский с/с (дер. Радоселье), Сварецкий с/с (дер. Малый Сварец), Тупицынский с/с (дер. Тупицыно), Язвинский с/с (дер. Язви).
В январе 1932 года в состав района были включены Грязковский (официально — дер. Грязково, фактически — дер. Кондратово) и Запольский (дер. Заполье) с/с из Лужского района; Битинский национальный эстонский (дер. Битино), Волковский (дер. Волково), Должицкий (дер. Должицы), Игомельский (дер. Игомель), Полуяковский (дер. Полуяково) из Плюсского района. Площадь района увеличилась до 2456 квадратных километров, население (на 1 января 1933 года) составляло 30200 человек (плотность 12,4 человека на 1 квадратный километр), количество населённых пунктов — 209.
В феврале 1935 года Битинский национальный эстонский, Волковский, Грязковский, Должицкий с/с переданы в Плюсский район. В марте того же года район включён в состав Псковского округа. В августе 1935 года был упразднён Полуяковский с/с, с присоединением его территории к Ореховскому с/с.
В 1936 году Лядский район занимал площадь 1639 квадратных километров: пашни 24,7 тыс. га (в том числе посевная пашня 21117 га, из них под пшеницей 3210 га, льном — 1110 га, картофелем — 2081 га, овощами — 297 га, сеянными травами — 2994 га), сенокоса 3,1 тыс. га, леса 100,6 тыс. га, болот 20,9 тыс. га. В районе в 173 населённых пунктах проживало 26,6 тыс. человек (на 1 квадратный километр приходилось в среднем 14,6 жителей). Здесь находилось 5154 хозяйств, из них 4717 были объединены в 137 колхозах (коллективизировано 92 % всех хозяйств). В районе находилось 6 ветпунктов, 28 совхозов и подсобных хозяйств, 23 магазина и ларька сельпо, 4 — ОРСа лесхоза, 38 начальных и 9 неполных средних школ, 13 изб-читален, 3 библиотеки, 3 клуба. В районе издавалась газета «Колхозный путь». Общая протяжённость речных путей для сплава древесины — 193 километра. В район входило 19 сельских советов.
| Наименование сельсоветов | Центр сельсовета                   | Расстояние от районного центра (км) | Число селений | Число хозяйств | Число колхозов |
| ------------------------ | ---------------------------------- | ----------------------------------- | ------------- | -------------- | -------------- |
| Авдынский                | п. Житковичи (с 9 марта 1933 года) | 18                                  | 7             | 208            | 4              |
| Алёксинский              | д. Алёксино                        | 10                                  | 10            | 471            | 10             |
| Глебовогорский           | д. Глебова Горка                   | 15                                  | 5             | 164            | 4              |
| Горский                  | д. Горка                           | 18                                  | 9             | 239            | 8              |
| Заводский                | д. Завод                           | 16                                  | 12            | 295            | 8              |
| Запольский               | д. Заполье                         | 25                                  | 8             | 472            | 8              |
| Заянский                 | д. Заянье                          | 22                                  | 12            | 373            | 7              |
| Игомельский              | д. Игомель                         | 21                                  | 4             | 300            | 2              |
| Котошский                | д. Котоши                          | 15                                  | 7             | 255            | 6              |
| Ломовский                | хут. Хварки                        | 33                                  | 3             | 114            | 2              |
| Люблевский               | с. Лосицы                          | 11                                  | 8             | 373            | 7              |
| Лядский                  | пос. Ляды                          |                                     | 14            | 664            | 13             |
| Музоверский              | д. Горка Музовер                   | 23                                  | 7             | 265            | 7              |
| Новосельский             | д. Новоселье                       | 13                                  | 10            | 397            | 8              |
| Ореховенский             | д. Верхнее Ореховно                | 12                                  | 6             | 205            | 4              |
| Радосельский             | д. Радоселье                       | 40                                  | 9             | 188            | 5              |
| Сварецкий                | д. Озванка                         | 10                                  | 7             | 287            | 5              |
| Тупицынский              | д. Тупицыно                        | 32                                  | 18            | 376            | 11             |
| Язвенский                | д. Язво                            | 38                                  | 17            | 439            | 12             |

В феврале 1939 года упразднён Ломовский национальный с/с, «как искусственно созданный» (его территорию разделили между Радосельским и Алексинским сельскими советами).
В сентябре 1940 года в связи с ликвидацией Псковского округа район перешёл в прямое подчинение Ленинградской области.
13.07.1941 — февраль 1944 Лядский район был оккупирован германскими войсками.
В августе 1944 году район вошёл в состав Псковской области.
В 1951 году Игомельский с/с включён в состав Ореховского.
В 1954 году Авдынский, Запольский и Ореховский с/с присоединены к Глебовогорскому, Горский и Заводской — к Заянскому, Алексинский и Сварецкий — к Лядскому. Котошский, Люблевский, Музоверский и Новосельский с/с объединены в Лосицкий с/с, Радосельский и Язвинский — в Васильевский. Тупицынский с/с переименован в Боровенский.
В 1959 году Лядский район был упразднён, а его территория разделена между Гдовским (Боровенский, Васильевский с/с) и Плюсским (Глебовогорский, Заянский, Лосицкий, Лядский с/с) районами.